# Nicolás Acosta
Pour les articles homonymes, voir Acosta.
Nicolás Acosta né le 7 juillet 1996, est un joueur argentin de hockey sur gazon. Il évolue au poste de milieu de terrain au Crefelder HTC, en Allemagne et avec l'équipe nationale argentine.

## Carrière
- U21 en 2016
- Débuts en équipe première en mai 2018 lors des jeux sud-américains à Cochabamba.

## Palmarès
- : 1er à la coupe d'Amérique des moins de 21 ans en 2016.
- : 1er aux Jeux sud-américains 2018.